# Distretto di Gaoping
Il distretto di Gaoping (高坪区S, GāopíngP) è un distretto della Cina, situato nella provincia di Sichuan e amministrato dalla prefettura di Nanchong.